# Twierdzenie o dwusiecznej kąta wewnętrznego w trójkącie
Twierdzenie o dwusiecznej kąta wewnętrznego w trójkącie, twierdzenie o rzucie boku w trójkącie w kierunku dwusiecznej – twierdzenie w geometrii euklidesowej na płaszczyźnie.

## Teza
Dwusieczna kąta wewnętrznego w trójkącie dzieli przeciwległy bok proporcjonalnie do długości pozostałych boków.
W oznaczeniach przyjętych na rysunku treść twierdzenia wyraża proporcja:
{\displaystyle {\frac {|AD|}{|DB|}}={\frac {|AC|}{|BC|}}.}

## Dowód

### Sposób 1.
Z punktu {\displaystyle A} prowadzi się półprostą prostopadłą do dwusiecznej {\displaystyle CD} w punkcie {\displaystyle O,} przecina ona również przedłużenie boku {\displaystyle BC} w pewnym punkcie {\displaystyle B'.} Zauważyć trzeba, że {\displaystyle |AO|=|OB'|} i {\displaystyle |AC|=|B'C|.}
Następnie należy poprowadzić przez {\displaystyle B'} prostą równoległą do boku {\displaystyle AB} – przecina ona prostą {\displaystyle CD} w pewnym punkcie {\displaystyle D'.} Trójkąty {\displaystyle \Delta ADO} i {\displaystyle \Delta B'D'O} są przystające, a więc {\displaystyle |D'B'|=|AD|.} Z podobieństwa trójkątów {\displaystyle \Delta DBC} i {\displaystyle \Delta D'B'C} wynika, że:
{\displaystyle {\frac {|D'B'|}{|DB|}}={\frac {|B'C|}{|BC|}},}
czyli
{\displaystyle {\frac {|AD|}{|DB|}}={\frac {|AC|}{|BC|}}.}

### Sposób 2.
Niech:
{\displaystyle |AC|=b,}
{\displaystyle |BC|=a,}
{\displaystyle |AD|=m,}
{\displaystyle |BD|=n,}
{\displaystyle \angle ACD=x,}
{\displaystyle \angle ADC=y.}
Na mocy twierdzenia sinusów zastosowanego do trójkątów {\displaystyle \Delta ADC} i {\displaystyle \Delta DBC} prawdziwa jest równość:
{\displaystyle {\frac {m}{\sin x}}={\frac {b}{\sin y}},}
a także
{\displaystyle {\frac {n}{\sin x}}={\frac {a}{\sin(\pi -y)}}={\frac {a}{\sin y}}.}
Po podzieleniu stronami powyższych równości otrzymuje się tezę: {\displaystyle {\frac {m}{n}}={\frac {b}{a}}.}

### Sposób 3
Stosunek pól trójkątów o równej wysokości równy jest stosunkowi długości ich podstaw, czyli {\displaystyle {\frac {P_{\Delta ADC}}{P_{\Delta DBC}}}={\frac {m}{n}}.} Lewą stronę można zapisać jako:
{\displaystyle {\frac {{\frac {1}{2}}bCD\sin x}{{\frac {1}{2}}aCD\sin x}}={\frac {b}{a}}.}
Stąd {\displaystyle {\frac {m}{n}}={\frac {b}{a}},} co należało wykazać.

## Uogólnienie
Uogólnione twierdzenie o dwusiecznej mówi, że jeżeli {\displaystyle D} leży na prostej {\displaystyle BC} i punkt {\displaystyle A} na niej nie leży, to:
{\displaystyle {\frac {|BD|}{|DC|}}={\frac {|AB|\sin \angle DAB}{|AC|\sin \angle DAC}}.}

### Dowód uogólnienia
Spodki wysokości w trójkątach {\displaystyle ABD} i {\displaystyle ACD} z odpowiednio wierzchołków {\displaystyle B} i {\displaystyle C} oznaczone są odpowiednio jako {\displaystyle B_{1}} i {\displaystyle C_{1}.} Wtedy:
{\displaystyle |BB_{1}|=|AB|\sin \angle BAD,}
{\displaystyle |CC_{1}|=|AC|\sin \angle CAD.}
Ponadto zarówno kąt {\displaystyle DB_{1}B,} jak i {\displaystyle DC_{1}C} są proste, a kąty {\displaystyle B_{1}DB} i {\displaystyle C_{1}DC} są wierzchołkowe, jeśli {\displaystyle D} leży na odcinku {\displaystyle BC,} a tożsame w przeciwnym wypadku, więc trójkąty {\displaystyle DB_{1}B} i {\displaystyle DC_{1}C} są podobne, a więc:
{\displaystyle {\frac {|BD|}{|CD|}}={\frac {|BB_{1}|}{|CC_{1}|}}={\frac {|AB|\sin \angle BAD}{|AC|\sin \angle CAD}},}
co kończy dowód.